# St. Norbert (Grasleben)

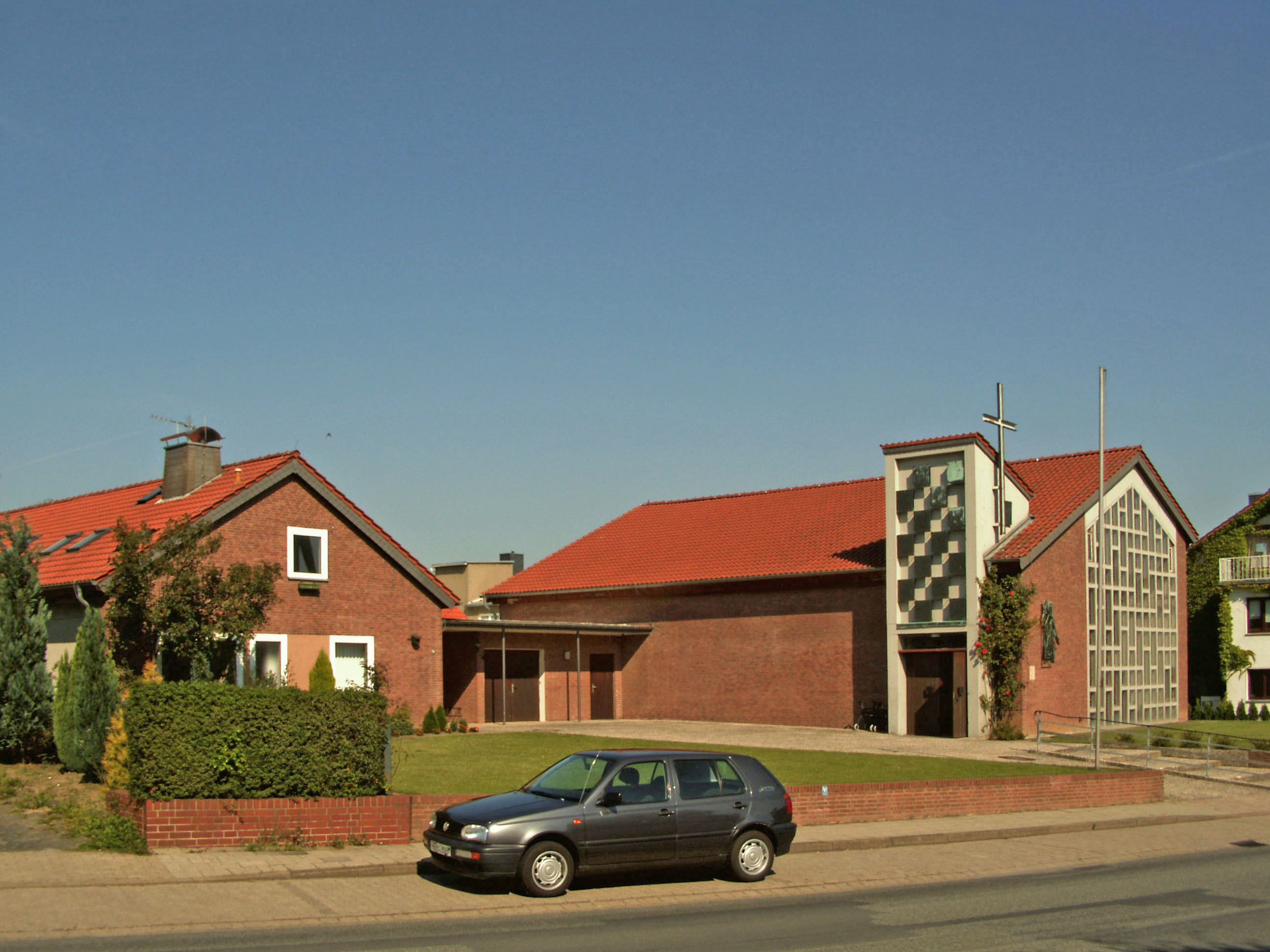
St.-Norbert-Kirche

Die Kirche Sankt Norbert ist die katholische Kirche in Grasleben, einer Gemeinde im nördlichen Landkreis Helmstedt in Niedersachsen. Sie gehört zur Pfarrgemeinde St. Ludgeri mit Sitz in Helmstedt, im Dekanat Wolfsburg-Helmstedt des Bistums Hildesheim. Die nach dem heiligen Norbert von Xanten benannte Kirche befindet sich in der Helmstedter Straße 42, ihr Einzugsgebiet umfasst die Samtgemeinde Grasleben.

## Geschichte
In den 1920er Jahren erhöhte sich der Arbeitskräftebedarf der ab etwa 1900 in Grasleben angesiedelten Industriebetriebe, so dass auch wieder Katholiken in den seit der Reformation evangelisch geprägten Ort zogen. Das nächstgelegene katholische Gotteshaus war eine 1912 eingerichtete Notkapelle im etwa drei Kilometer entfernten Nachbarort Weferlingen, ab 1929 die dortige Kirche „St. Josef und St. Theresia vom Kinde Jesu“. Ab Herbst 1934 wurden auch in Grasleben gelegentlich Heilige Messen gehalten, dies geschah durch den Pfarrer aus Weferlingen im Wohnhaus des Klostergutes, dafür wurde dort ein 39 m² großer Raum als Kapelle eingerichtet. 1935 wohnten bereits 85 Katholiken in Grasleben. Von 1943 an fanden die Heiligen Messe an jedem Sonntag statt, bis Anfang Juli 1945 die Grenzziehung das verhinderte. Ab August 1945 hielt ein Pfarrer aus Helmstedt gelegentlich Gottesdienste in der Kapelle auf dem Gut.
Nachdem sich infolge des Zweiten Weltkriegs die Zahl der Katholiken in Grasleben und den umliegenden Ortschaften durch den Zuzug von Flüchtlingen und Heimatvertriebenen stark vergrößert hatte, bildete sich ab 1945 in Grasleben eine katholische Kirchengemeinde. Am 1. Juli 1946 bekam Grasleben einen eigenen katholischen Pfarrer, einen Heimatvertriebenen aus dem Erzbistum Breslau, so dass von da an regelmäßig Heilige Messen in Grasleben stattfanden. Zu dieser Zeit gehörten schon 450 Katholiken zur Kirchengemeinde in Grasleben, die außer Grasleben auch Heidwinkel, Mariental-Dorf, Mariental-Horst mit dem Flüchtlingsdurchgangslager sowie Querenhorst umfasste. 1946 wurde im Wirtschaftsgebäudes des Waldlagers Heidwinkel, in einem ehemaligen Arbeitsdienstschulungsraum, ein weiterer Gottesdienstraum eingerichtet. Zeitweise fanden die katholischen Gottesdienste in Grasleben in der evangelischen Kirche statt. 1954 war Grasleben bereits eine zu St. Ludgeri in Helmstedt gehörende Pfarrvikarie, zu der etwa 770 deutsche Katholiken gehörten. Dazu kamen etwa 500 polnische Katholiken, die in Mariental-Horst wohnten. Gottesdienste fanden damals jeden Sonntag in Grasleben, in Heidwinkel sowie in der bis 1962 bestehenden Barackenkapelle des Ausländerlagers Mariental-Horst statt, gelegentlich auch in der Lungenheilstätte Waldheim in Grasleben, im Altersheim in Mariental-Horst sowie in einem Klassenraum der Schule in Querenhorst.
1955 beantragte der Pfarrer beim Bistum den Bau einer Kirche, 1957 wurde das Baugrundstück gekauft und ein bis 1980 bestehender Kirchbauverein gegründet. Am 17. Juli 1960 erfolgte die Grundsteinlegung für die St.-Norbert-Kirche durch Dechant Georg Cich aus Königslutter, und bereits am 13. Oktober des gleichen Jahres konnte das Richtfest gefeiert werden. Parallel zur Kirche wurden auch Pfarrhaus und Jugendheim erbaut. Am 17./18. Juni 1961 folgte durch Weihbischof Heinrich Pachowiak die Kirchweihe. Ab dem 1. Juli 1964 war Grasleben eine selbstständige Kirchengemeinde (Kuratiegemeinde), sie umfasste die politischen Gemeinden Grasleben, Mariental und Querenhorst. 1970 wurde der Altarraum nach den Beschlüssen des Zweiten Vatikanischen Konzils umgestaltet, und am 30. Mai 1970 der Altar von Bischof Heinrich Maria Janssen neu geweiht. 1973 wurden die Gemeinderäume durch einen Anbau vergrößert.
Seit Sommer 1976 ist St. Norbert ohne ortsansässigen Pfarrer und wird von den Priestern aus St. Ludgeri in Helmstedt mitbetreut. 1994 wurde ein Kindergarten angebaut, er wurde 2011 um eine Kinderkrippe im ehemaligen Pfarrhaus ergänzt. Am 1. März 1998 wurde das Dekanat Helmstedt, zu dem auch die Kirche gehörte, mit dem Dekanat Wolfenbüttel zum neuen Dekanat Helmstedt-Wolfenbüttel zusammengeschlossen. 1998 wurde auch aus den Kirchengemeinden Grasleben, Helmstedt und Wolsdorf eine Seelsorgeeinheit gebildet. Seit dem 1. November 2006 gehört die Kirche zum damals neu gegründeten Dekanat Wolfsburg-Helmstedt, das aus den Dekanaten Wolfsburg und dem Helmstedter Teil des Dekanates Helmstedt-Wolfenbüttel entstand. Seit dem 1. September 2008 gehört die Kirche zur Pfarrgemeinde St. Ludgeri in Helmstedt.

## Architektur und Ausstattung
Die in rund 107 Meter Höhe über dem Meeresspiegel gelegene Kirche wurde nach Plänen des Braunschweiger Architekten Alois Hafkemeyer (1929–1986) erbaut, der auch die Kirchen Corpus Christi (Rotenburg (Wümme)), St. Marien (Braunschweig-Querum), St. Elisabeth (Salzgitter), St. Bernward (Braunschweig), das Ökumenische Zentrum St. Stephanus und St. Maximilian Kolbe (Salzgitter) entwarf.
Der St.-Norbert-Kirche, ausgeführt als Massivbau mit Eingangsturm, und bietet 123 Sitzplätze. Die Darstellung des heiligen Norbert an der Außenseite der Kirche wurde 1962 von Claus Kilian entworfen.
Als Symbol für die Eucharistie zeigt die Rückwand des Altarraumes einen Pelikan, der sich die Brust aufreißt, um seine Jungen mit Blut zu füttern. Dieses Altarbild wurde 1961 ebenfalls von Kilian entworfen und 1978 erneuert. Die Buntglasfenster an der Ostseite der Kirche, 1961 von Kilian entworfen, zeigen die sieben katholischen Sakramente. Zwei der drei Glocken wurden 1962 von Feldmann & Marschel gegossenen. Die dritte Glocke hing zuvor im Glockenturm der Notkapelle im Lager Heidwinkel, sie stammte aus Ottendorf im Landkreis Sprottau und kam über einen Glockenfriedhof in Hamburg nach Heidwinkel.

### Orgel
Die Orgel wurde 1967 von den Gebr. Krell erbaut. Das Schleifladen-Instrument hat elf Register auf zwei Manualen und Pedal. Die Trakturen sind mechanisch.
| I Hauptwerk C– |    |
| Rohrflöte      | 8′ |
| Principal      | 4′ |
| Schwiegel      | 2′ |
| Mixtur III–IV  |    |

| II Nebenwerk C– |    |
| Holzgedackt     | 8′ |
| Nachthorn       | 4′ |
| Prinzipal       | 2′ |
| Zimbel II       |    |
| Krummhorn       | 8′ |
| Tremulant       |    |

| Pedalwerk C– |     |
| Subbaß       | 16′ |
| Choralbaß    | 4′  |

- Koppeln: II/I, I/P, II/P

## Einzugsgebiet
Das Einzugsgebiet der Kirche umfasst die Ortschaften Ahmstorf, Grasleben, Heidwinkel, Mariental-Dorf, Mariental-Horst, Querenhorst, Rennau und Rottorf am Klei, und somit die gesamte Samtgemeinde Grasleben.